# Tatsevoet
Tatsevoet is een Belgisch bier van hoge gisting. Het bier wordt gebrouwen door Brouwerij Het Alternatief bij Brouwerij Alvinne in Moen of bij Brouwerij De Graal in Brakel. Het is een amberkleurig bier, type Speciale belge met een alcoholpercentage van 6%.